# Ludwig Tengoborski

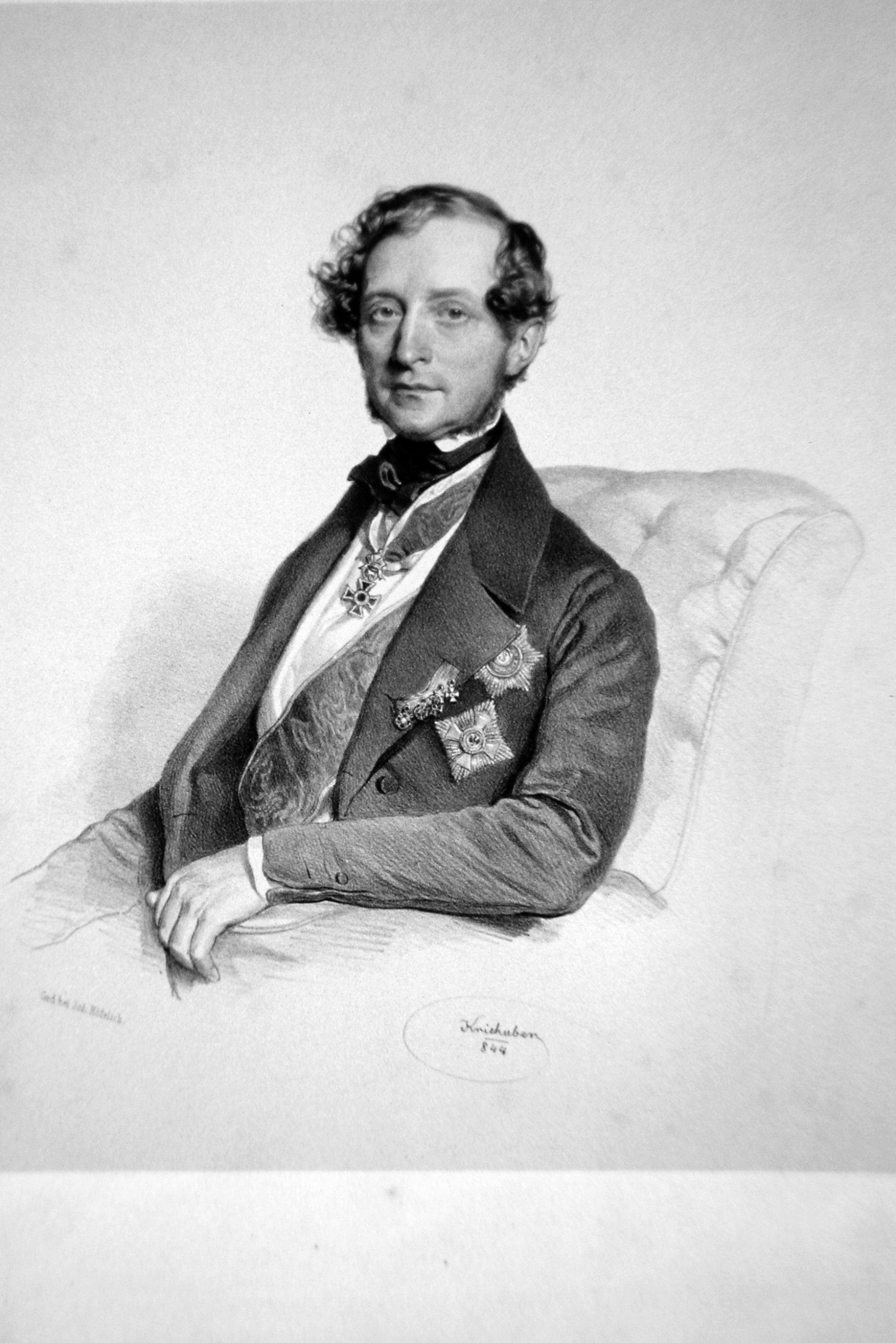
Ludwig Graf Tengoborski (Lithographie von Josef Kriehuber, 1844)

Ludwig Walerianowitsch Tengoborski (russisch Людвиг Валерианович Тенгоборский; * 1793 in Warschau; † 29. Märzjul. / 10. April 1857greg. in St. Petersburg) war ein polnisch-russischer Diplomat und Nationalökonom.

## Leben
Tengoborski begann seine berufliche Laufbahn 1812 als Vize-Referendarius im Finanzministerium des Herzogtums Warschau und wechselte dann 1815 zum Staatsrat des Königreich Polens. 1820 reiste er zum Troppauer Fürstenkongress, um sich über die Finanzbeziehungen des Herzogtums Warschau mit den versammelten Staaten zu informieren. 1828 wurde er russischer Generalkonsul in Danzig und leistete wichtige Dienste während des polnischen Novemberaufstandes 1830/1831.
1832 wurde Tengoborski zum bevollmächtigten Kommissar in Wien ernannt, um bei den Verhandlungen über die Zukunft der Republik Krakau die Interessen Russlands zu vertreten. Er begleitete dann Franciszek Ksawery Drucki-Lubecki nach Paris zur Liquidation der finanziellen Beziehungen zwischen Frankreich und dem Herzogtum Warschau. 1845 führte er Verhandlungen mit der österreichischen Regierung, die zu der Schifffahrtskonvention von 1846 führten.
Zurück in St. Petersburg schlug er der Regierung Zollreformen vor und wirkte bei den Beratungen über die neuen deutlich niedrigeren Zolltarife  mit, die 1850 genehmigt wurden. 1848 wurde er Mitglied des Staatsrats. Er galt als bester Kenner der russischen und ausländischen Industrie, so dass er Vorsitzender  der Kommission zur Gestaltung des russischen Beitrages auf der Londoner Industrieausstellung 1851 wurde. 1851 wurde er Vorsitzender des Zollkomitees und blieb es bis zu seinem Tode. Anlässlich des Krimkrieges veröffentlichte er fremdsprachige Broschüren und Artikel in der in Paris erscheinenden Zeitschrift Nord gegen die anglo-französische Politik.
Während seines gesamten vielfältigen Berufslebens studierte er eingehend die sich stellenden volkswirtschaftlichen und Finanzprobleme und veröffentlichte seine Arbeiten unter dem Namen L. de Tengoborski, wie beispielsweise der Morning Chronicle vom 30. März 1855 berichtete. Seine Untersuchungen basierten auf der zahlenmäßig genauen Charakterisierung der verschiedenen Wirtschaftszweige. Sein Ziel war die Förderung und Weiterentwicklung der russischen Wirtschaft, wobei es ihm auf ein ausgewogenes Verhältnis der bisher dominierenden Landwirtschaft zur entstehenden Industriewirtschaft ankam.
Für seine Arbeiten erhielt er als höchste Auszeichnung die Goldene Konstantinsmedaille der Kaiserlich-Russischen Geographischen Gesellschaft.

## Werke
- De l’instruction publique en Autriche (Paris 1841)
- Des finances et du crédit public en Autriche (1843)
- Übersicht des österreichischen Handels in dem elfjährigen Zeitraume von 1831 bis 1841 (1844)
- Expositions des motifs concernant la révision du tarif (1848)
- Sur les gîtes auriféres de la Californie (1848)
- Essai sur les conséquences de la découverte des gîtes aurifères en Californie
- Essai sur les forces productives de la Russie (Paris 1852–1855)
- De la politique anglo-française dans la question d’Orient
- Encore quelque mots sur la question d’Orient
- Stimme aus dem Norden an Österreichs Freunde
- Sur les finances de la Russie (Brüssel 1854)
- Essai sur le crèdit mobilier (Brüssel 1856)